# Podogaster major
Podogaster major là một loài tò vò trong họ Ichneumonidae.